# Virgil (Illinois)
Virgil – wieś w Stanach Zjednoczonych, w stanie Illinois, w hrabstwie Kane.